# Bionic
Bionic (gestileerd als {Bi~ΟΠ~iC}) is het vierde album van Christina Aguilera. Het album werd op 4 juni 2010 in Nederland, Duitsland en Australië uitgebracht en daarna wereldwijd op 8 juni.

## Inspiratie
Aguilera put voor haar nieuwe album inspiratie uit haar kindje Max. "Hij stimuleert me om te spelen en lol te hebben", vertelt mama Christina in een interview met de Amerikaanse editie van het tijdschrift Marie Claire.
De zangeres noemt de geboorte van Max de voornaamste reden waarom het zo lang duurde voordat ze met een opvolger van Back to basics uit 2006 kwam.
Op de cd slaat Aguilera een meer moderne koers in. Volgens Aguilera gaat haar vierde studioalbum over de toekomst, en zal dat aan de muziek te horen zijn. Ook de krachtige uithalen, waar Aguilera om bekendstaat, komen in mindere mate terug op de nieuwe plaat. Ze zingt meer ingehouden, wat haar volgens haar eigen mening sterker over doet komen: "Ik ben kwetsbaarder en krachtiger tegelijk".

## Promotie
Aguilera heeft in Marie Claire Magazine de titel van haar komende album genoemd, net als drie nieuwe liedjes. Op 22 januari 2010 heeft Aguilera een "stripped down versie" van Lift Me Up gezongen tijdens de show "Hope For Haiti Now".

## Singles
- Not Myself Tonight

"Not Myself Tonight" ging in première op 30 maart op de officiële website van Christina Aguilera. De single was beschikbaar bij iTunes op 13 April. Het nummer is geproduceerd door Polow Da Don en geschreven door Ester Dean. De hoogste positie in de Nederlandse Top 40 was op nummer #18.
- You Lost Me

Op Aguilera's officiële site werd aangekondigd dat "You Lost Me" de nieuwste single wordt.. De single kon helaas te top niet bereiken. In België bereikte het nummer de tip 19. Verder werd er een dance remix van het nummer gemaakt die #1 werd in Amerika.

#### Live optredens
Voor de promotie van het album heeft Christina Aguilera verschillende optredens en interviews gedaan in Amerika.
- Hope for Haïti: Christina Aguilera zong in januari 2010 het liedje Lift me up van haar nieuw album.
- The Oprah Winfrey Show: Tijdens deze show bracht Christina haar leadsingle Not myself tonight. En was er een interview over het nieuwe album.
- American Idol: Christina zong samen met de andere kandidaten een stukje van het nummer fighter (2003) en haar nieuwe single You lost me. (Het optreden werd meer dan 1 miljoen keer bekeken op YouTube.
- 2010 MTV movie awards: Christina bracht haar eerste 3 singles Bionic, Not myself tonight en Woohoo na elkaar.
- The Today Show: Christina was gast in het zomeroptreden in The Today Show, ze zonger er oude en nieuwe songs. Bionic, Not myself tonight, fighter, you lost me, beautiful.
- Late Show with David Letterman: Ze gaf er een interview en een optreden; You lost me
- Live with Regis and Kelly: Ze gaf er een interview en zong Not myself tonight.
- The Early Show: Ze gaf ook een interview en zong: Not myself tonight, fighter, you lost me, Genie in a bottle/What a girl wants.
- VH1 Storytellers: Not myself tonight/bionic, fighter, dirrty, beautiful, ain't no other man, you lost me, i'm ok, genie in a bottle/what a girl wants en natuurlijk haar storries.
- Behind the Music: Christina Aguilera was te zien op MTV voor een blik achter haar als artiest, maar ook als promotie voor haar nieuwe album

## Nummers

### Standaardeditie[3]
1. "BIONIC"
2. "Not Myself Tonight"
3. "Woohoo" (ft. Nicki Minaj)
4. "Elastic Love"
5. "Desnudate"
6. "Love & Glamour (Intro)"
7. "Glam"
8. "Prima Donna"
9. "Morning Dessert (Intro)"
10. "Sex For Breakfast"
11. "Lift Me Up"
12. "My Heart (Intro)"
13. "All I Need"
14. "I Am
15. "You Lost Me"
16. "I Hate Boys"
17. "My Girls" (ft. Peaches)
18. "Vanity"

### Bonusnummers
1. "Monday Morning"
2. "Bobblehead"
3. "Birds Of Prey"
4. "Stronger Than Ever"
5. "I Am (Stripped)"
6. "Little Dreamer" (iTunes Bonus track)

## Hitnoteringen

### Album Top 100
| "Bionic" in de Nederlandse Album Top 100 - binnen: 12-06-2010 | "Bionic" in de Nederlandse Album Top 100 - binnen: 12-06-2010 | "Bionic" in de Nederlandse Album Top 100 - binnen: 12-06-2010 | "Bionic" in de Nederlandse Album Top 100 - binnen: 12-06-2010 | "Bionic" in de Nederlandse Album Top 100 - binnen: 12-06-2010 | "Bionic" in de Nederlandse Album Top 100 - binnen: 12-06-2010 | "Bionic" in de Nederlandse Album Top 100 - binnen: 12-06-2010 | "Bionic" in de Nederlandse Album Top 100 - binnen: 12-06-2010 | "Bionic" in de Nederlandse Album Top 100 - binnen: 12-06-2010 | "Bionic" in de Nederlandse Album Top 100 - binnen: 12-06-2010 | "Bionic" in de Nederlandse Album Top 100 - binnen: 12-06-2010 | "Bionic" in de Nederlandse Album Top 100 - binnen: 12-06-2010 | "Bionic" in de Nederlandse Album Top 100 - binnen: 12-06-2010 | "Bionic" in de Nederlandse Album Top 100 - binnen: 12-06-2010 | "Bionic" in de Nederlandse Album Top 100 - binnen: 12-06-2010 | "Bionic" in de Nederlandse Album Top 100 - binnen: 12-06-2010 | "Bionic" in de Nederlandse Album Top 100 - binnen: 12-06-2010 |
| Week                                                          | 1                                                             | 2                                                             | 3                                                             | 4                                                             | 5                                                             | 6                                                             | 7                                                             | 8                                                             | 9                                                             | 10                                                            | 11                                                            | 12                                                            | 13                                                            | 14                                                            | 15                                                            |                                                               |
| ------------------------------------------------------------- | ------------------------------------------------------------- | ------------------------------------------------------------- | ------------------------------------------------------------- | ------------------------------------------------------------- | ------------------------------------------------------------- | ------------------------------------------------------------- | ------------------------------------------------------------- | ------------------------------------------------------------- | ------------------------------------------------------------- | ------------------------------------------------------------- | ------------------------------------------------------------- | ------------------------------------------------------------- | ------------------------------------------------------------- | ------------------------------------------------------------- | ------------------------------------------------------------- | ------------------------------------------------------------- |
| Positie                                                       | 6                                                             | 19                                                            | 34                                                            | 46                                                            | 43                                                            | 69                                                            | 78                                                            | 86                                                            | 77                                                            | 72                                                            | 71                                                            | 68                                                            | 68                                                            | 72                                                            | 90                                                            | uit                                                           |

### Ultratop 100
| Bionic in de Vlaamse Ultratop 100 -- binnen: 12-06-2010 | Bionic in de Vlaamse Ultratop 100 -- binnen: 12-06-2010 | Bionic in de Vlaamse Ultratop 100 -- binnen: 12-06-2010 | Bionic in de Vlaamse Ultratop 100 -- binnen: 12-06-2010 | Bionic in de Vlaamse Ultratop 100 -- binnen: 12-06-2010 | Bionic in de Vlaamse Ultratop 100 -- binnen: 12-06-2010 | Bionic in de Vlaamse Ultratop 100 -- binnen: 12-06-2010 | Bionic in de Vlaamse Ultratop 100 -- binnen: 12-06-2010 | Bionic in de Vlaamse Ultratop 100 -- binnen: 12-06-2010 | Bionic in de Vlaamse Ultratop 100 -- binnen: 12-06-2010 | Bionic in de Vlaamse Ultratop 100 -- binnen: 12-06-2010 | Bionic in de Vlaamse Ultratop 100 -- binnen: 12-06-2010 | Bionic in de Vlaamse Ultratop 100 -- binnen: 12-06-2010 | Bionic in de Vlaamse Ultratop 100 -- binnen: 12-06-2010 | Bionic in de Vlaamse Ultratop 100 -- binnen: 12-06-2010 | Bionic in de Vlaamse Ultratop 100 -- binnen: 12-06-2010 | Bionic in de Vlaamse Ultratop 100 -- binnen: 12-06-2010 |
| Week                                                    | 1                                                       | 2                                                       | 3                                                       | 4                                                       | 5                                                       | 6                                                       | 7                                                       | 8                                                       | 9                                                       | 10                                                      | 11                                                      | 12                                                      | 13                                                      | 14                                                      | 15                                                      |                                                         |
| ------------------------------------------------------- | ------------------------------------------------------- | ------------------------------------------------------- | ------------------------------------------------------- | ------------------------------------------------------- | ------------------------------------------------------- | ------------------------------------------------------- | ------------------------------------------------------- | ------------------------------------------------------- | ------------------------------------------------------- | ------------------------------------------------------- | ------------------------------------------------------- | ------------------------------------------------------- | ------------------------------------------------------- | ------------------------------------------------------- | ------------------------------------------------------- | ------------------------------------------------------- |
| Positie                                                 | 16                                                      | 4                                                       | 7                                                       | 19                                                      | 38                                                      | 43                                                      | 55                                                      | 62                                                      | 63                                                      | 59                                                      | 66                                                      | 73                                                      | 60                                                      | 97                                                      | 99                                                      | uit                                                     |